# 南京江心洲长江大桥
南京江心洲长江大桥，工程名南京长江第五大桥、规划名南京梅子洲过江通道，是江苏省南京市的公路过江通道，位于南京长江大桥上游约13公里、南京长江三桥下游约5公里处。全长约10.2公里，采用桥、隧方式过江。起点位于长江北岸的宁合高速五里桥互通，由北向南依次与立新路、芝麻河、丰子河路、南航河、新民路、滨江大道相交，然后以桥梁方式跨越长江主航道，在江心洲（即梅子洲岛）登陆，与葡园路互通，之后以隧道方式下穿夹江抵达长江南岸，在江山大街地下三层下穿滨江大道，经青奥中心地下停车场，下穿燕山路、江东路、庐山路、黄山路，出地面抵达终点南京绕城公路油坊桥互通。

## 建设日程
该桥于2017年4月开工，2020年12月24日通车。

## 获奖情况
- 2019年度中国公路学会科学技术特等奖：“钢壳-混凝土组合索塔关键技术”
- 2020年度中国交通运输协会科学技术一等奖：“南京五桥数字建设管理平台研究”
- 2021年度中国公路学会科学技术一等奖：“粗骨料活性粉末混凝土钢-混组合梁及快速组拼建造技术”
- 2020年度中国公路学会交通BIM工程创新特等奖：“南京长江第五大桥建设管理信息化、数字化BIM平台研发与应用”
- 2021年度中国交通运输协会科学技术一等奖：“节段预制拼装波形钢腹板连续箱梁桥建造关键技术研究”
- 2022年度国际桥梁与结构工程协会（英语：International Association for Bridge and Structural Engineering）（IABSE）：“杰出桥梁结构奖”
- 2022年度美国《工程新闻纪录》杂志（ENR）：“全球最佳项目奖”[4]

## 公交交通
| 南京公交 \| 编号 \| 编号 \| 线路及运营时间 \| 线路及运营时间 \| 线路及运营时间 \| 收费 \| 运营商 \| 备注 \| \| ---- \| ---- \| --------------------- \| -------------- \| ----------------------- \| ---- \| -------- \| ---- \| \| \| 509 \| 西水湾总站 6:00–19:00 \| ⇆ \| 油坊桥地铁站 7:00–20:00 \| 2元 \| 浦口公交 \| \| |      |                       |                |                         |      |          |      |
| 编号 | 编号 | 线路及运营时间        | 线路及运营时间 | 线路及运营时间          | 收费 | 运营商   | 备注 |
| | 509  | 西水湾总站 6:00–19:00 | ⇆              | 油坊桥地铁站 7:00–20:00 | 2元  | 浦口公交 |      |

| 编号 | 编号 | 线路及运营时间        | 线路及运营时间 | 线路及运营时间          | 收费 | 运营商   | 备注 |
| ---- | ---- | --------------------- | -------------- | ----------------------- | ---- | -------- | ---- |
|      | 509  | 西水湾总站 6:00–19:00 | ⇆              | 油坊桥地铁站 7:00–20:00 | 2元  | 浦口公交 |      |